# Konrad von Feuchtwangen
Konrad von Feuchtwangen foi o 13º grão-mestre da Ordem Teutónica, entre 1291 e 1296. Era familiar de Siegfried von Feuchtwangen, que também viria também a ser grão-mestre, alguns anos mais tarde.
Pouco se sabe sobre a família de Konrad von Feuchtwangen, mas pensa-se que descenderia de uma família nobre da Francónia, oriunda da pequena aldeia de Feuchtwangen, entre Ansbach e Dinkelsbühl.
Após apresentar os seus votos, passou a ser mencionado sob o nome de Frei Conradus de Viuchtban ou Conradus de Wuchtwang. Tornou-se comandante da guarnição de Zchillen, em Wechselburg, perto de Chemnitz. Foi mestre da Ordem na Livónia, entre 1279 e 1281 e entre 1284 e 1290. Foi comandante de Mergentheim, em 1287.
No seu primeiro ano como Grão-mestre da Ordem Teutónica, em 1291, os muçulmanos tomaram Acre, a última fortaleza das cruzadas no Reino de Jerusalém. Como até então o quartel general da ordem se situara em Acre, Konrad von Feuchtwangen viu-se obrigado a deslocá-lo para a República de Veneza.[carece de fontes?] Durante o seu reinado, começaram as obras de ampliação do Castelo de Marienburg, muito possivelmente já com vista à transferência da capital da ordem para a Prússia.
Konrad von Feuchtwangen foi sepultado em Trzebnica. Foi homenageado com um novo túmulo em mármore barroco, no século XVII. Neste, é possível ler a seguinte inscrição em latim:

Conradus Feuchtwangen magister generalis Ordinis Teutonici septem annis ordini gloriose prefuit in Bohemia Dragoviciis circa annum 1296 mortuus hic sepultus quiescit.